# Infrared Data Association

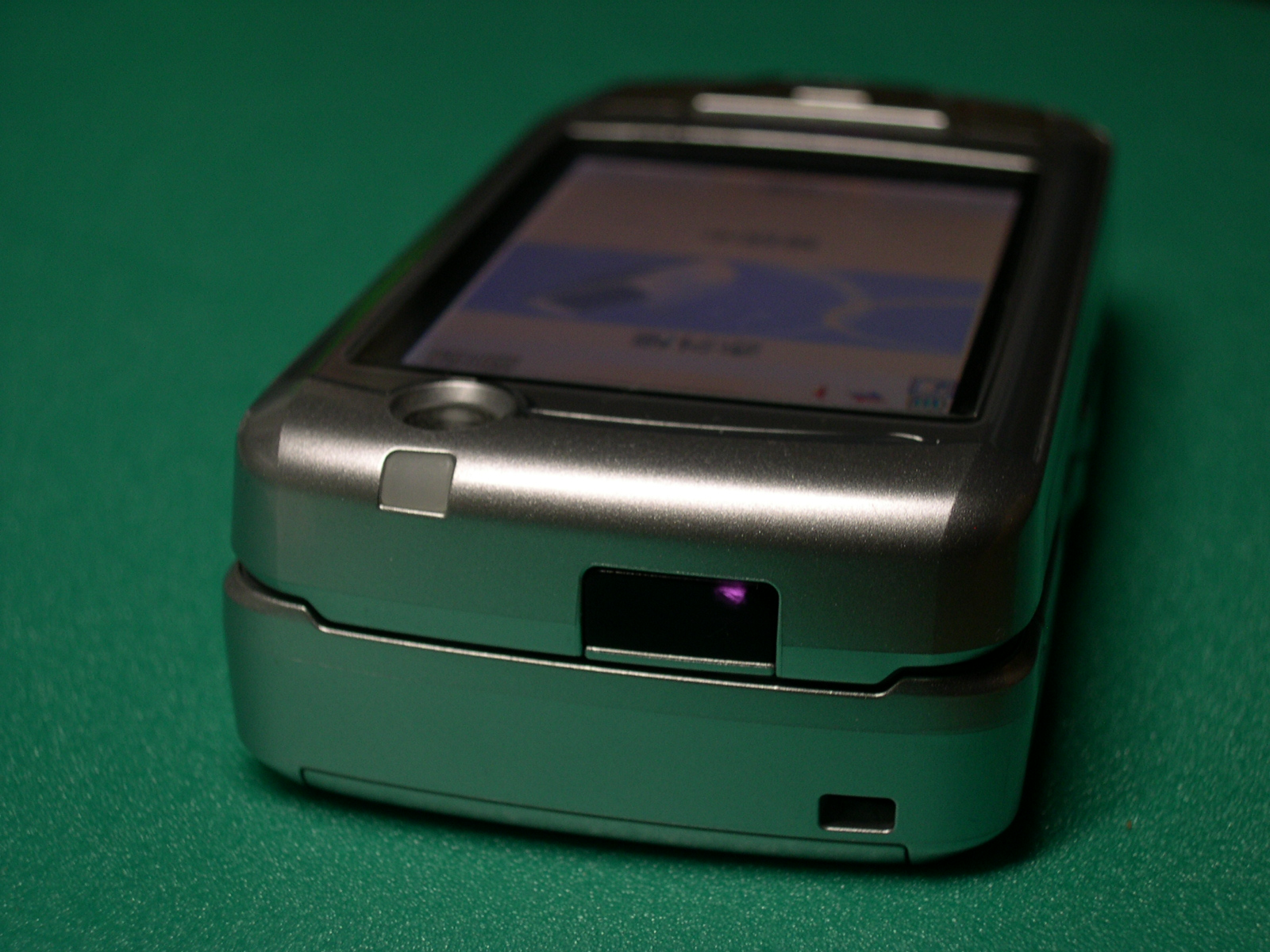
Telefon mobil cu port IrDA inclus

Tehnologia IrDA (Infrared Data Association) definește un set de standarde al tehnologiei fără fir bazat pe comunicații prin infraroșu de transmitere și recepție de date pe distanță mică. IrDA a fost fondată la 28 iunie 1993 de un grup format din 50 de companii cu scopul de a standardiza comunicațiile în infraroșu. 
Tehnologia IrDA este implementată în dispozitive portabile precum smartphone, laptop, PDA, camere video, periferice, telecomenzi, aparate medicale și industriale, auto etc.
Primul standard, bazat pe portul serial RS-232 a fost aprobat în 1994. Acest standard folosește specificațiile portului serial, aceeași structură de date dar și limitele de viteză. În 1995 a fost aprobat un nou standard cu  limita de viteză la 1Mbps.

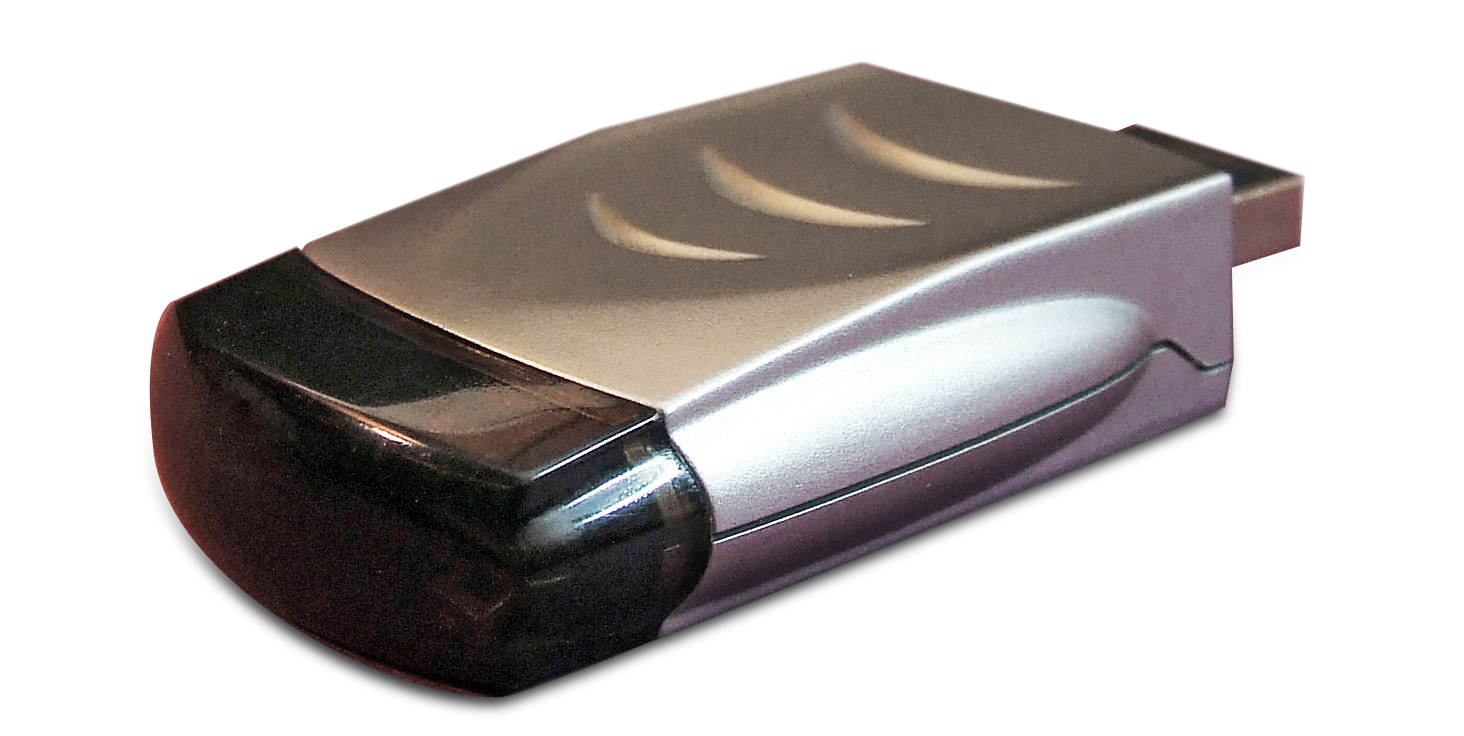
IrDA prin USB

## Caracteristici
În principal, tehnologia IrDA utilizează modulația ASK (Amplitude-shift keying) care este o formă de modulație a amplitudinii unui semnal analogic cu un semnal modulator reprezentat de un flux de biți. 
Caracteristicile principale ale acestui tip de comunicații wireless, sunt transferul de date  securizat, și rata de eroare foarte redusă, ceea ce îl face foarte eficient. 
Dispozitivele IrDa folosesc LED-uri infraroșii pentru a emite radiație infraroșie care este focalizată într-o rază îngustă. Raza este modulată, pornită sau oprită, pentru a codifica datele. Receptorul folosește o fotodiodă  pentru a converti radiația infraroșie în curent electric. 

Pentru ca dispozitivele să comunice, trebuie să fie așezate în linie unul cu celălat pe direcția de transmisie a luminii de infraroșu.
Suita de protocoale IrDA are rate de transfer de până la 16 Mbps pe o distanță în jur de aproximativ 1m, iar la distanța de 5m rata de transfer scade foarte mult, ajungând în jurul valorii de 75 kbps. 

## Standarde IrDa
Standardele IrDa includ IrPHY, IrLAP, IrLMP, Tiny TP, IrCOMM, IrOBEX, IrLAN și IrSimple.

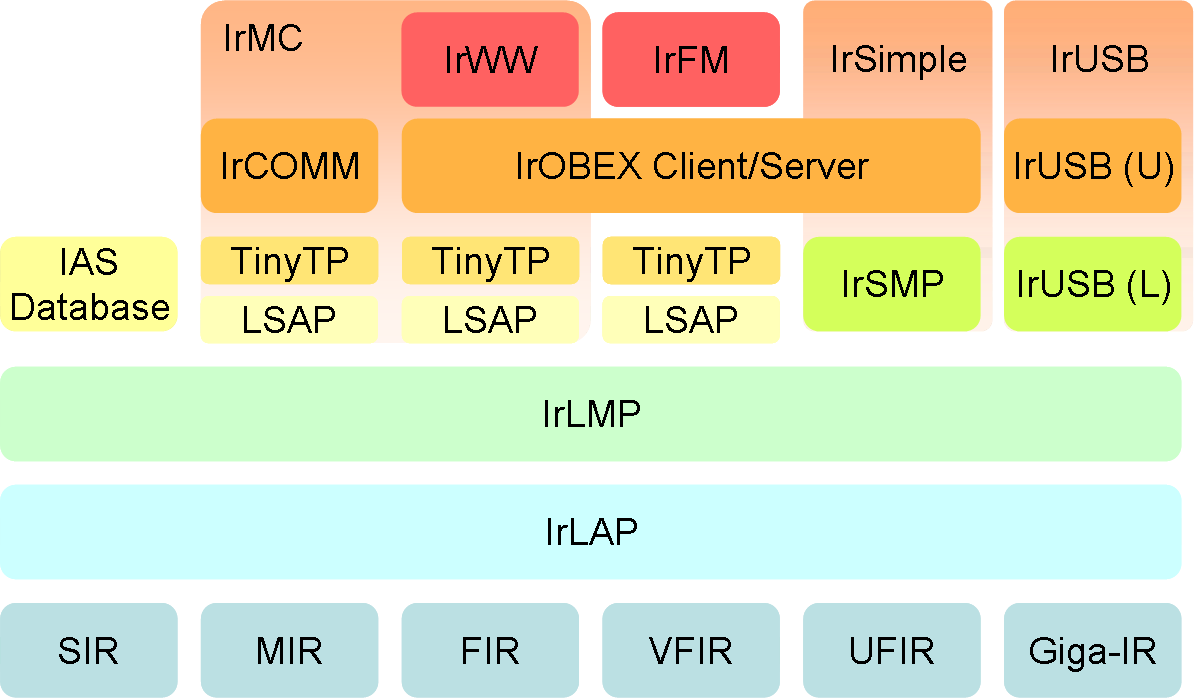
Suita de protocoale IrDA

### IrPHY
IrPHY (Infrared Physical Signaling Layer) stabilește distanța maximă, viteza de transmisie și modul în care sunt transmise informațiile. Este cel mai de jos nivel al IrDa-ului. Cele mai importante specificații sunt:
- raza (standard: 1m, putere mică la putere mică: 0,2 m standard la putere mică: 0,3 m)
- unghiul (înclinarea minimă ±15 grade)
- viteza (2,4kbits/s  până la 16 Mbits/s)
- modulația (baseband, fără purtător)
- fereastra de infraroșu

IrPHY este compus din mai multe specificații fizice: 
- SIR (Serial Infrared): acoperă acele viteze de transmisii suportate normal de portul RS-232 (9600 bit/s, 19,2 kbit/s, 38,4 kbit/s, 57,6 kbit/s, 115,2 kbit/s).
- MIR (Medium Infrared): pentru viteze de 0,576 Mbit/s și 1,152 Mbit/s.
- Fast Infrared (FIR): transmisii la viteze de 4 Mbit/s.
- VFIR (Very Fast Infrared): poate suporta viteze de până la 16 Mbit/s.
- UFIR (Ultra Fast Infrared): în faza de dezvoltare, este de așteptat că va suporta viteze de până la 100 Mbit/s.
- GigaIR: în proiectare, cu viteze de 512 Mbit/s la 1Gbit/s.

### IrLAP
IrLAP (Link Access Protocol) facilitează conexiunea și comunicarea între dispozitive.
Cele mai importante specificații sunt:
- controlul de acces
- descoperirea de potențiali parteneri de comunicație
- stabilirea unei conexiuni bidirecționale
- negocierea rolurilor primare și secundare

### IrLMP
IrLMP (Link Management Protocol) permite multiplexarea stratului IrLAP.
Se împarte în 2 părți: 
- LM-MUX (Link Management Multiplexer): oferă multiple canale logice, permite schimbarea dispozitivelor primare și secundare
- LM-IAS (Link Management Information Access Service): oferă o listă în care furnizorii de servicii își pot înregistra serviciile ca alte dispozitive să poată accesa aceste servicii prin interogarea LM-IAS.

### Tiny TP
Tiny TP (Tiny Transport Protocol) îmbunătățește conexiunea și transmiterea de date IrLAP.
Tiny TP oferă:
- transportul de mesaje mari prin SAR (Segmentation and Reassembly)
- controlează fluxul oferind credite fiecărui canal logic.

### IrCOMM
IrCOMM (Infrared Communications Protocol) adaptează IrDA la metoda de operare a porturilor seriale sau paralele.

### IrOBEX
IrOBEX (Infrared Object Exchange) oferă schimb arbitrar de dispozitive de date (VCard, VCalendar) între dispozivele cu infraroșu.

### IrLAN
IrLAN (Infrared Local Area Network) permite conexiuni între dispozitive cu infraroșu la o rețea locală. Sunt posibile 3 metode:
- Access Point (punct de acces)
- Peer-to-peer
- Hosted (gazdă)

### IrSimple
IrSimple realizează viteze de transmisie de cel puțin 4 până la 10 ori mai rapide, prin îmbunătățirea eficienței protocolului IrDA. 

IrSimpleShot (IrSS) permite telefoanelor mobile compatibile IrDA, să transfere imagini wireless la imprimante, smartTV etc.

### IrFM
Infrared Financial Messaging este un standard pentru plăți elaborat de IrDA.